# Tyler Mane
Tyler Mane, pseudonimo di Daryl Karolat (Saskatoon, 8 dicembre 1966), è un attore ed ex wrestler canadese.
Ha lavorato come wrestler per la WCW, dove era noto come Big Sky e Nitro.

## Biografia

### Carriera da wrestler
Nel wrestling Mane ha lottato nella World Championship Wrestling con il ring name di Nitro, guardia del corpo di Woman. In seguito abbandonò la gimmick di Nitro per quella di Big Sky, formando un tag team con Vinnie Vegas. Qualche anno più tardi Mane si sarebbe ritirato, dopo che Vinnie lasciò la WCW per andare nella WWF.

### Carriera da attore
La sua statura gli ha permesso di interpretare personaggi imponenti: la sua filmografia, che conta una dozzina di lungometraggi cinematografici, trova come punte principali i ruoli nel film X-Men del 2000, dove interpreta il mutante supercriminale Sabretooth (Mane avrebbe voluto mantenere il ruolo anche nel film spin-off X-Men le origini - Wolverine del 2009, ma con suo disappunto venne sostituito da Liev Schreiber per scelta della produzione), Il Re Scorpione (che vede come protagonista Dwayne Johnson, anche lui ex wrestler), e Troy nel ruolo di Aiace Telamonio.
Successivamente Rob Zombie lo ha ingaggiato per la parte di Rufus Firefly nel suo secondo progetto, La casa del diavolo, e ha ottenuto quindi la parte dello spietato 
serial killer Michael Myers nel remake del film originale Halloween - La notte delle streghe, intitolato Halloween - The Beginning, e nel suo sequel Halloween II. Nel 2010 interpreta Jack nel film Django Gunless con Sienna Guillory e Paul Gross.
Nel 2024, a 24 anni di distanza dal primo capitolo della serie cinematografica degli X-Men, riprende nuovamente il ruolo di Sabretooth nel trentaquattresimo film del Marvel Cinematic Universe Deadpool & Wolverine, diretto da Shawn Levy, uscito il 26 luglio dello stesso anno.

### Vita privata
È stato sposato dal 1988 al 2003 con Jean Goertz e dal 2007 è sposato con l'attrice Renae Geerlings.

## Filmografia

### Cinema
- Luchadores de las estrellas, regia di Rodolfo Lopezreal e Fabián Arnaud (1992)
- X-Men, regia di Bryan Singer (2000)
- Le avventure di Joe Dirt (Joe Dirt), regia di Dennie Gordon (2001)
- Il Re Scorpione (The Scorpion King), regia di Chuck Russell (2002) - non accreditato
- Black Mask 2 (Black Mask 2: City of Masks), regia di Hark Tsui (2002)
- Red Serpent, regia di Gino Tanasescu (2003)
- Troy, regia di Wolfgang Petersen (2004)
- La casa del diavolo (The Devil's Rejects), regia di Rob Zombie (2005) - non accreditato
- Halloween - The Beginning (Halloween), regia di Rob Zombie (2007)
- Halloween II , regia di Rob Zombie (2009)
- WWE: The Rise and Fall of WCW, regia di Kevin Dunn (2009)
- Django Gunless (Gunless), regia di William Phillips (2010)
- Devil May Call, regia di Jason Cuadrado (2013)
- Compound Fracture, regia di Anthony J. Rickert-Epstein (2014)
- Take 2: The Audition, regia di Rob Hawk (2015)
- Check Point, regia di Thomas J. Churchill (2017)
- Non si scherza col fuoco (Playing with Fire), regia di Andy Fickman (2019)
- Deadpool & Wolverine, regia di Shawn Levy (2024)

### Televisione
- Bandit: Bandit Goes Country, regia di Hal Needham (1994) – film TV
- Cinque in famiglia (Party of Five) – serie TV, episodio 6x04 (1999)
- Son of the Beach – serie TV, episodi 1x08 e 3x13 (2000-2002)
- Il mostro oltre lo schermo (How to Make a Monster), regia di George Huang (2001) – film TV
- Hercules – miniserie TV, episodi 1x01 e 1x02 (2005)
- Detective Monk (Monk) – serie TV, episodio 4x13 (2006)
- My Boys – serie TV, episodio 1x10 (2006)
- Awkward Embraces – serie TV, episodio 2x04 (2011)
- Chopper – serie TV, 5 episodi (2011-2012)
- The Librarians – serie TV, episodio 1x03 (2014)

### Cortometraggi
- Prey: The Light in the Dark - cortometraggio, regia di Mike Grier (2013)
- Twiztid: Boogieman - cortometraggio, regia di Roy Knyrim (2015)
- Slayer: Repentless - cortometraggio, regia di BJ McDonnell (2015)

## Doppiatori italiani
Nelle versioni in italiano delle opere in cui ha recitato, Tyler Mane è stato doppiato da:
- Enrico Di Troia in X-Men, Deadpool & Wolverine
- Michele D'Anca in Black Mask 2
- Roberto Draghetti in Detective Monk
- Massimo Pizzirani in Troy